# راشيل سايمون
راشيل سايمون (بالإنجليزية: Rachel Simon)‏‏ (1959 - ) روائية من الولايات المتحدة.